# Subeidophasia
Subeidophasia is een geslacht van vlinders van de familie koolmotten (Plutellidae).

## Soorten
- S. kovacsi Gozmany, 1952
- S. senilella Zetterstedt, 1840
- S. wolfschlaegeri (Rebel, 1941)